# Casa di Enrique Schüller
La casa di Enrique Schüller è una storica residenza, dichiarata patrimonio nazionale, della città di Osorno in Cile. L'edificio, progettato dall'ingegnere Enrique Schüller ad uso residenziale e realizzato nel 1923, presenta un impianto neoclassico con elementi barocchi. Oggi ospita il Centro culturale Sofía Hott dell'Istituto tedesco.